# Ель-Сосіо (Техас)
Ель-Сосіо (англ. El Socio) — переписна місцевість (CDP) в США, в окрузі Старр штату Техас. Населення — 104 особи (2020).

## Географія
Ель-Сосіо розташований за координатами 26°20′26″ пн. ш. 98°38′14″ зх. д. / 26.34056° пн. ш. 98.63722° зх. д. (26.340454, -98.637097).  За даними Бюро перепису населення США в 2010 році переписна місцевість мала площу 0,03 км², уся площа — суходіл.

## Демографія
Згідно з переписом 2010 року, у переписній місцевості мешкало 130 осіб у 34 домогосподарствах у складі 29 родин. Густота населення становила 4471 особа/км².  Було 35 помешкань (1204/км²).
Расовий склад населення:
| - 100,0 % — білих |

До двох чи більше рас належало 0,0 %. Частка іспаномовних становила 100,0 % від усіх жителів.
За віковим діапазоном населення розподілялося таким чином: 34,6 % — особи молодші 18 років, 56,2 % — особи у віці 18—64 років, 9,2 % — особи у віці 65 років та старші. Медіана віку мешканця становила 32,0 року. На 100 осіб жіночої статі у переписній місцевості припадало 116,7 чоловіків;  на 100 жінок у віці від 18 років та старших — 88,9 чоловіків також старших 18 років.
Цивільне працевлаштоване населення становило 37 осіб. Основні галузі зайнятості: транспорт — 43,2 %, сільське господарство, лісництво, риболовля — 35,1 %, будівництво — 21,6 %.